# Pico do Fogo (Ilha Terceira)
O Pico do Fogo é uma elevação portuguesa localizada na freguesia dos Biscoitos, concelho da Praia da Vitória, ilha açoriana da Terceira, arquipélago dos Açores.
Esta formação geológica encontra-se geograficamente localizada no centro da ilha Terceira, eleva-se a 519 metros de altitude acima do nível do mar e encontra-se na área de influência do Vulcão da Serra de Santa Bárbara e do Pico Alto, encontrando-se na zona de intercessão das duas formações geológicas. Faz parte com estes dois acidentes geográficos parte das duas maiores formações geológicas da ilha Terceira. A Serra de Santa Bárbara que se eleva a 1021 metros acima do nível do mar e o Pico Alto que se eleva 809 metros acima do nível do mar.
Nesta formação geológica ocorreu uma das mais recentes erupções vulcânicas da ilha Terceira, erupção essa ocorrida em 1761 e que estará na origem do Algar do Funil, formação geológica localizada neste pico com 22 metros de profundidade e uma chaminé vulcânica.
Nas suas imediações encontra-se o Pico Gordo, a Lagoa do Negro, a Gruta do Natal e o Pico Agudo.